# Power-Packer
Power-Packer ist ein Tochterunternehmen des in den USA börsennotierten multinationalen Unternehmens Actuant. Der niederländische Hauptsitz ist in Oldenzaal. Power-Packer entwickelt und produziert hydraulische Antriebssysteme für die Automobilindustrie, die LKW-Herstellung, den Schiffsbau, die Landmaschinenherstellung und die Medizintechnik. Das Unternehmen stellt als Erstausrüster insbesondere Motion-Control-Systeme her.

## Geschichte
Das Unternehmen wurde 1970 begründet und im Jahr 2000 von Actuant übernommen. Es hat Niederlassungen in den Niederlanden, Deutschland, Frankreich, Spanien, der Türkei, Indien, Brasilien, Mexiko und in den Vereinigten Staaten. Power-Packer beschäftigte 2012 mehr als 1100 Mitarbeiter.

## Produkte
Power-Packer stellt Produkte insbesondere für folgende Anwendungsbereiche her:
- Automobilindustrie: Antriebssysteme für Cabriolet-Dächer und Kofferraumdeckel
- Lastkraftwagen: Kippsysteme für Fahrerhäuser, Riegel, Nivellierungs-Systeme und pneumatisch angetriebene Auflieger-Stützen
- Medizintechnik: Verstellsysteme für Betten, Krankentragen, Personenlifter und Operationstische
- Landwirtschaft: Hydrauliksysteme zum Öffnen, Schließen und Verriegeln von Ladewänden, Schiebetüren, Steuersysteme, Neige- und Trimmsysteme sowie Antriebssysteme für Ventile

## Unternehmensentwicklung
Die Power-Packer Europa B.V. wurde im Jahr 1970 gegründet. Drei Jahre später erfolgte die Entwicklung von Kippsystemen für Fahrerhäuser. Power-Packer entwickelt 1988 die Regenerative Hydraulic Lost Motion, im Jahr 1989 begann das Unternehmen mit der Produktion eines hydraulischen Doppel-Zylinder-Systems, im darauffolgenden Jahr wurde eine Produktionsstätte in Korea eröffnet. 1999 erfolgte der Kauf einer Fabrik in der Türkei; im Jahr 2000 wurde zum einen eine Produktionsstätte in Brasilien eröffnet und zum anderen wurde Power-Packer von der Actuant-Gruppe übernommen.
Im Jahr 2004 eröffnete Power-Packer eine Produktionsstätte in China und kaufte Yvel aus Frankreich auf. 2010 wurde der Crash-Führerhaus-Kippzylinder entwickelt und 2014 wurde eine neue Produktionsstätte in der Türkei eröffnet.